# 黑拿撒勒人

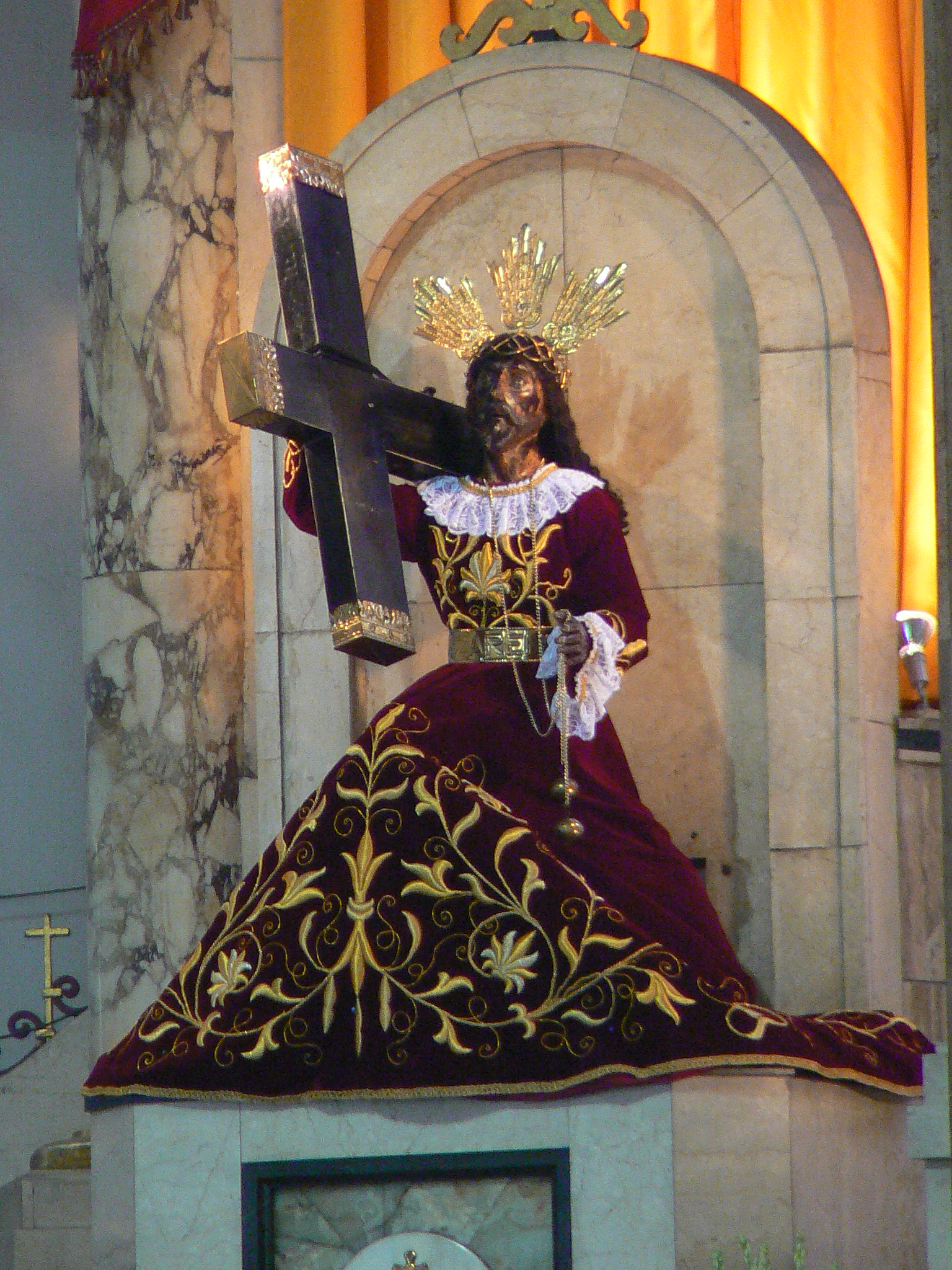
黑拿撒勒人

黑拿撒勒人，或称黑耶稣，是一個真人尺寸、木製的黑色耶穌雕像，位於菲律賓馬尼拉溪仔婆區黑拿撒勒人聖殿（Basilika Menor ng Itim na Nazareno）。它被製作來奉獻給耶穌基督，菲律賓當地稱為我們的天父拿撒勒人耶穌。當地信徒在每年1月9日會將雕像抬出來遊行，當地人相信它可以賜福給曾經看過或摸過它的人。

## 歷史
黑拿撒勒人是由墨西哥工匠製造的木製耶穌雕像。1606年5月31日，一群西班牙神父將它由墨西哥阿卡普尔科帶到菲律賓。在船上時，因發生火災，而被熏黑，因此神父請工匠將它漆成黑色。据说这场火灾烧毁了全船的货物，而独这座耶稣像得以幸存。1787年，移至馬尼拉的溪仔婆區的聖堂。
19世紀時，教宗庇護七世曾諭令，赦免所有向黑拿撒勒人懺悔的信徒之罪，並給予賜福。

## 相关节日

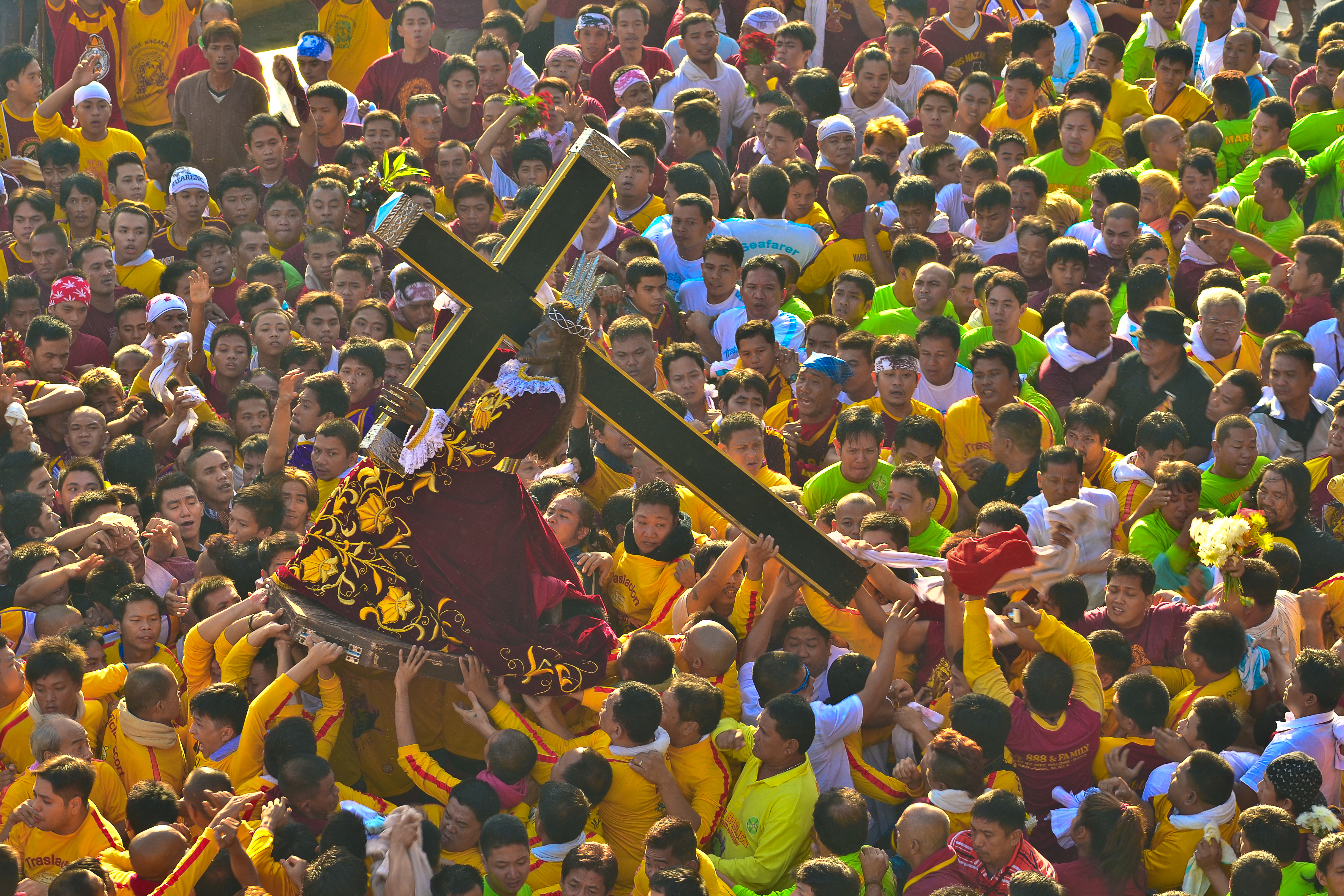
维持安全人员将黑耶稣像从人群中移至ándas上，其中像的衣物下摆下方可以看见像的底座，它被称为peana

每年的1月9日，菲律宾人都会举行“黑耶稣”游行（Traslación）。上百万人涌上街头，希望能通过接触黑耶稣像得到天主的庇护。黑耶稣像在花车（ándas）上驶经人群，人们也会将白毛巾抛向圣像，待志愿者擦拭圣像后抛回，以得神恩宠。

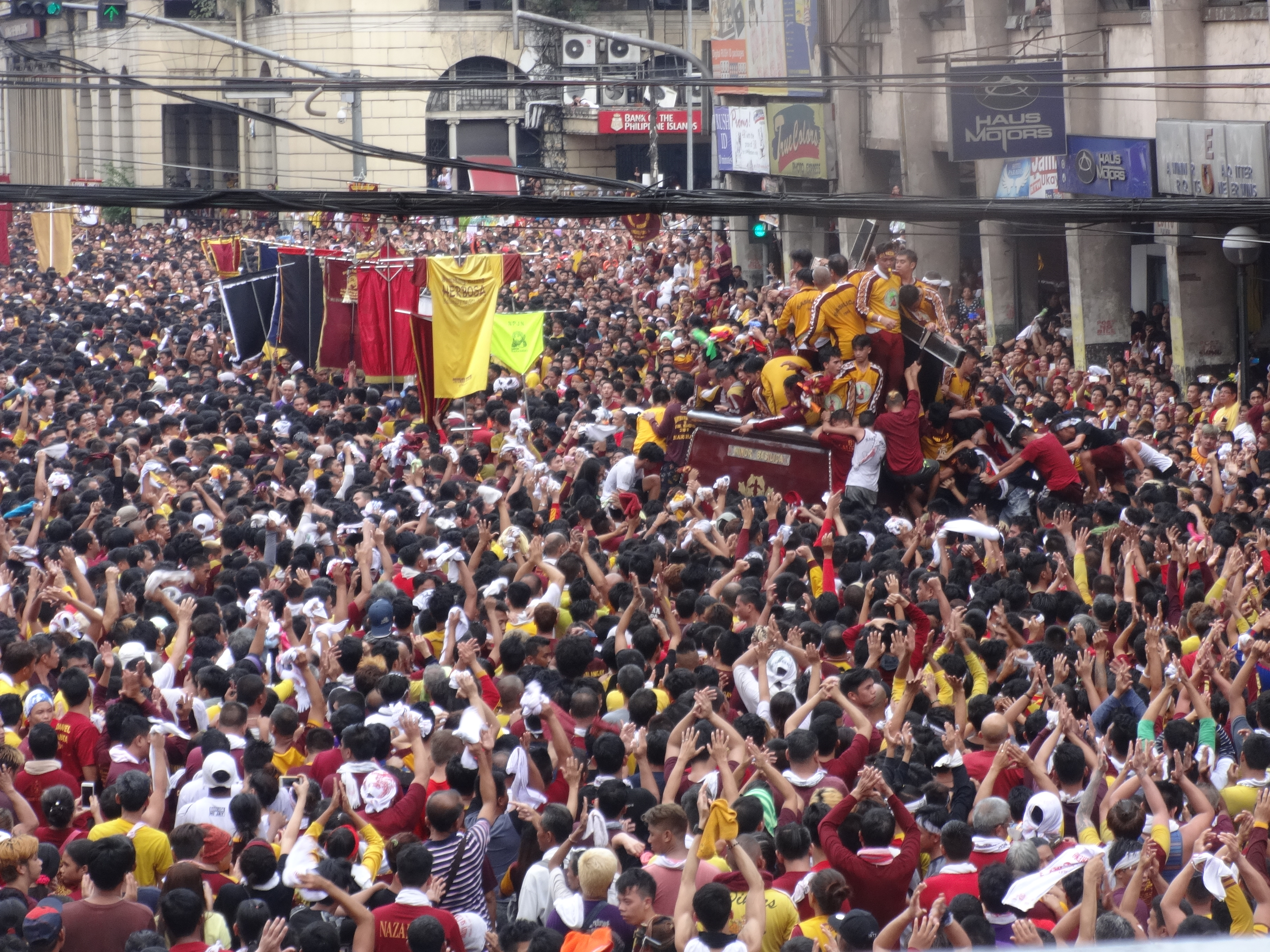
2018年游行中的画面

“黑耶稣”游行是全世界最大的天主教活动之一。受2019冠状病毒病影响，2021年1月9日黑耶稣像改为在奎阿坡圣堂的阳台上展出，供众人敬礼。